# Mona Varichon
Mona Varichon, née en 1989 à Paris, est une artiste vidéaste, autrice et traductrice franco-égyptienne.

## Biographie
En 2009, Mona Varichon obtient une licence de sociologie de l’université Paris-Descartes. Elle part à Montréal en 2008 pour effectuer un échange à l'Université de Montréal. Puis, elle s'installe à San Francisco en 2011 et obtient un Bachelor of Fine Arts au San Francisco Art Institute en 2014. Elle obtient ensuite un master au Art Center à Los Angeles. En 2019, elle s'installe à Paris. 
Elle crée en 2018 sa maison d'édition Varichon & Cie. Depuis 2019, elle travaille à la traduction en français des mémoires de George Kuchar et Mike Kuchar (en), rejointe par Pascaline Morincôme. 
En 2020, Mona Varichon est lauréate des commissions Arts Visuels de la Cité internationale des arts. 
Mona Varichon fait partie des quatre nommées pour le prix Aware 2021.

## Œuvre
Mona Varichon collecte avec une méthodologie de sociologue, des enregistrements vidéo et sonores publiés sur les réseaux sociaux. Elle les traite comme des journaux filmés. Elle procède à un travail de collage et de montage, dans une tradition cinématographique pour en proposer un autre regard. Par exemple, 23 mars 2019 Gilets jaunes Acte XIX réalisé en 2020, retrace de manière chronologique, la journée du 23 mars 2019 à travers les vidéos de plusieurs protagonistes.

## Vidéos
- This Thing I Want, I Know not What, 2017
- No, I Was Thinking of Life, 2018
- Insta Stories Archive, 2020
- 23 Mars 2019 Gilets Jaunes Acte XIX, 2020